# Дуглас, Уильям (футболист)
Уи́льям Ду́глас (англ. William Douglas), также известный как Хью Ду́глас (англ. Hugh Douglas) — шотландский футболист, вратарь.

## Футбольная карьера
Уроженец Данди, Дуглас начал карьеру в «Данди Ауа Бойз». В мае 1890 года перешёл в «Ардуик» (будущий «Манчестер Сити»). В основном составе дебютировал 3 сентября 1892 года в матче Второго дивизиона против «Бутла».
В январе 1894 года перешёл в другой манчестерский клуб, «Ньютон Хит» (будущий «Манчестер Юнайтед»). Дебютировал в основном составе «язычников» 3 февраля 1894 года в матче Первого дивизиона против бирмингемского клуба «Астон Вилла», пропустив 5 мячей в свои ворота. Всего провёл за клуб 57 официальных матчей. В сезоне 1895/96 был основным вратарём команды, но 25 января 1896 года в матче Большого кубка Манчестера пропустил пять мячей в свои ворота, за что подвергся жёсткой критике как от руководства клуба, так и от болельщиков за воротами, после чего в течение нескольких недель покинул команду.
В феврале 1896 года перешёл в «Дерби Каунти». Перед началом сезона 1896/97 перешёл в «Блэкпул», который проводил свой первый в истории сезон в Футбольной лиге. В сезонах 1896/97 и 1897/98 сыграл во всех без исключения матчах Блэкпула в Футбольной лиге.
В дальнейшем играл за «Уормли» в Южной футбольной лиге. В августе 1899 года стал игроком шотландского клуба «Данди». В дальнейшем был дисквалифицирован от игры в футбол «на неопределённый срок» (sine die).